# Sphaerodactylus glaucus
El geco enano collarejo (Sphaerodactylus glaucus) es una especie de lagarto que pertenece a la familia Sphaerodactylidae. Es nativo de México, Belice, El Salvador, Guatemala y Honduras. Su rango altitudinal oscila entre 0 y 1000 m s. n. m..